# Rogów (gromada w powiecie koneckim)
Rogów – dawna gromada, czyli najmniejsza jednostka podziału terytorialnego Polskiej Rzeczypospolitej Ludowej w latach 1954–1972.
Gromady, z gromadzkimi radami narodowymi (GRN) jako organami władzy najniższego stopnia na wsi, funkcjonowały od reformy reorganizującej administrację wiejską przeprowadzonej jesienią 1954 do momentu ich zniesienia z dniem 1 stycznia 1973, tym samym wypierając organizację gminną w latach 1954–1972.
Gromadę Rogów z siedzibą GRN w Rogowie utworzono – jako jedną z 8759 gromad na obszarze Polski – w powiecie koneckim w woj. kieleckim, na mocy uchwały nr 13d/54 WRN w Kielcach z dnia 29 września 1954. W skład jednostki weszły obszary dotychczasowych gromad: Rogów ze zniesionej gminy Duraczów, Dyszów i Kornica ze zniesionej gminy Końskie oraz Młynek Nieświński ze zniesionej gminy Gowarczów w tymże powiecie. Dla gromady ustalono 21 członków gromadzkiej rady narodowej.
1 stycznia 1969 do gromady Rogów przyłączono obszar zniesionej gromady Nieświń; z gromady Rogów wyłączono natomiast wsie Barycz, Dyszów i Kornica, włączając je do nowo utworzonej gromady Końskie.
Gromada przetrwała do końca 1972 roku, czyli do kolejnej reformy gminnej.